# 링컨 컨티넨탈
링컨 컨티넨탈(Lincoln Continental)은 포드 모터 컴퍼니의 럭셔리 브랜드인 링컨의 대형 세단이다.

## 10세대

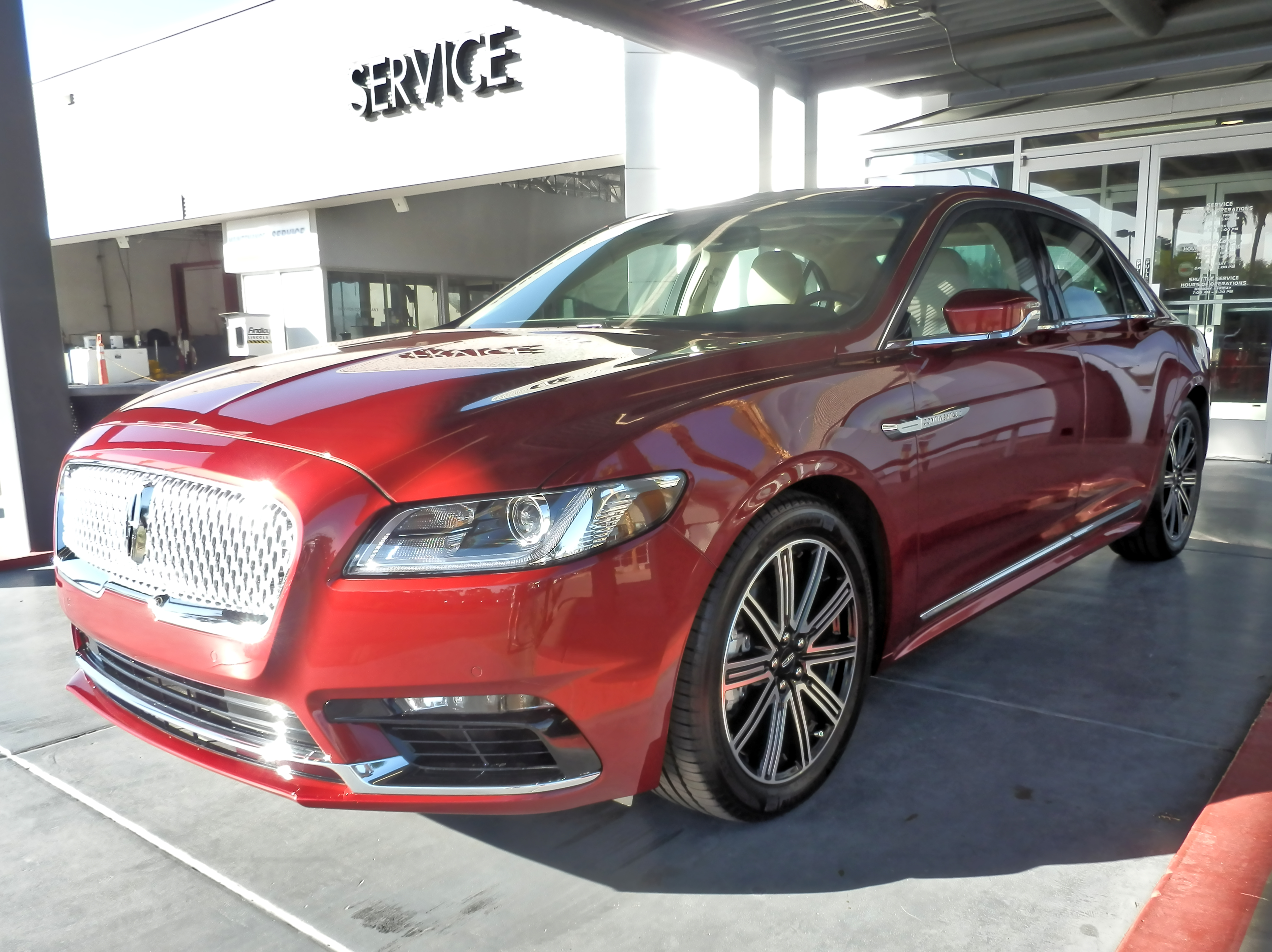
링컨 컨티넨탈

2015년에 링컨 컨티넨탈이라는 이름으로 부활을 알리고, 2016년 1월에 디트로이트 모터쇼에서 공개되었다. 전세대와 같이 전륜구동을 기반으로 제작되었다. 대한민국에서는 같은 해 11월에 3.0 V6 가솔린 트윈터보 엔진만 들여왔다. 이후 양문형으로 열리는 코치도어 에디션이 출시되어 한정 판매되었다. 2020년에 포드의 라인업 정리 정책으로 인해 단종되었다. 그러나 고급형 대신에, SUV 브랜드로 전환할 예정이다.